# Synagogenbezirk Lenhausen
Der Synagogenbezirk Lenhausen mit Sitz in Lenhausen, heute ein Ortsteil der Gemeinde Finnentrop im Kreis Olpe in Nordrhein-Westfalen, wurde nach dem Preußischen Judengesetz von 1847 geschaffen.
Der Synagogenbezirk umfasste Mitte des 19. Jahrhunderts neben Lenhausen auch alle Juden im Kreis Olpe und in den Bürgermeistereien von Eslohe, Fredeburg, Serkenrode und Schmallenberg.